# Saison 2018 de l'équipe cycliste Interpro Stradalli
La saison 2018 de l'équipe cycliste Interpro Stradalli est la deuxième de cette équipe.

## Préparation de la saison 2018

### Arrivées et départs
| Arrivées           | Équipe 2017    |
| ------------------ | -------------- |
| Ken-Levi Eikeland  | FixIT.no       |
| Jokin Etxabe       | Aveolo         |
| Yukinori Hishinula | Ukyo           |
| Jonas Hjorth       |                |
| Yuki Ishihara      |                |
| Koki Mituda        |                |
| Jayson Rousseau    | Océane Top 16  |
| Koki Shinoda       |                |
| Alexey Vermeulen   | Lotto NL-Jumbo |
| Daniel Whitehouse  | Terengganu     |

| Départs        | Équipe 2018                  |
| -------------- | ---------------------------- |
| Julien Amadori |                              |
| Tom Bossis     | Tokyo Ventos                 |
| Damien Garcia  | Interpro Stradalli (manager) |
| Takuya Nakata  | Shimano Racing               |
| Torataro Nishi | Ljubljana Gusto Xaurum       |
| Yuto Yoshido   | Nasen Blasen                 |

## Coureurs et encadrement technique

### Effectif
| Cycliste           | Date de naissance | Nationalité | Équipe 2017      |  |
| ------------------ | ----------------- | ----------- | ---------------- |  |
| Fernando Arroyo    | 5 avril 1994      | Mexique     |                  |  |
| Ken-Levi Eikeland  | 9 octobre 1994    | Norvège     | FixIT.no         |  |
| Jokin Etxabe       | 3 février 1994    | Espagne     | Aveolo           |  |
| Yukinori Hishinuma | 5 mars 1992       | Japon       | Ukyo             |  |
| Florian Hudry      | 6 novembre 1994   | France      | Interpro Academy |  |
| Yuki Ishihara      | 5 avril 1997      | Japon       |                  |  |
| Sony Lamarre       | 12 décembre 1993  | France      | Interpro Academy |  |
| Koki Mituda        | 10 février 1999   | Japon       |                  |  |
| Kyohei Mizuno      | 23 octobre 1988   | Japon       | Interpro Academy |  |
| Takayuki Mizuno    | 10 septembre 1990 | Japon       | Interpro Academy |  |
| Tesfom Okubamariam | 28 février 1991   | Érythrée    | Interpro Academy |  |
| Jayson Rousseau    | 4 mai 1994        | France      | Océane Top 16    |  |
| Koki Shinoda       | 11 mars 1999      | Japon       |                  |  |
| Alexey Vermeulen   | 16 décembre 1994  | États-Unis  | Lotto NL-Jumbo   |  |
| Daniel Whitehouse  | 12 janvier 1995   | Royaume-Uni | Terengganu       |  |

## Bilan de la saison

### Victoires
| Date       | Course                    | Pays  | Classe | Vainqueur        |
| ---------- | ------------------------- | ----- | ------ | ---------------- |
| 09/04/2018 | 4e étape du Tour du Maroc | Maroc | 2.2    | Alexey Vermeulen |